# Helmut Gebhard
Helmut Gebhard (* 17. November 1926 in Dürrwangen; † 4. August 2015 in München) war ein deutscher Architekt, Universitätsprofessor und Wissenschaftler.

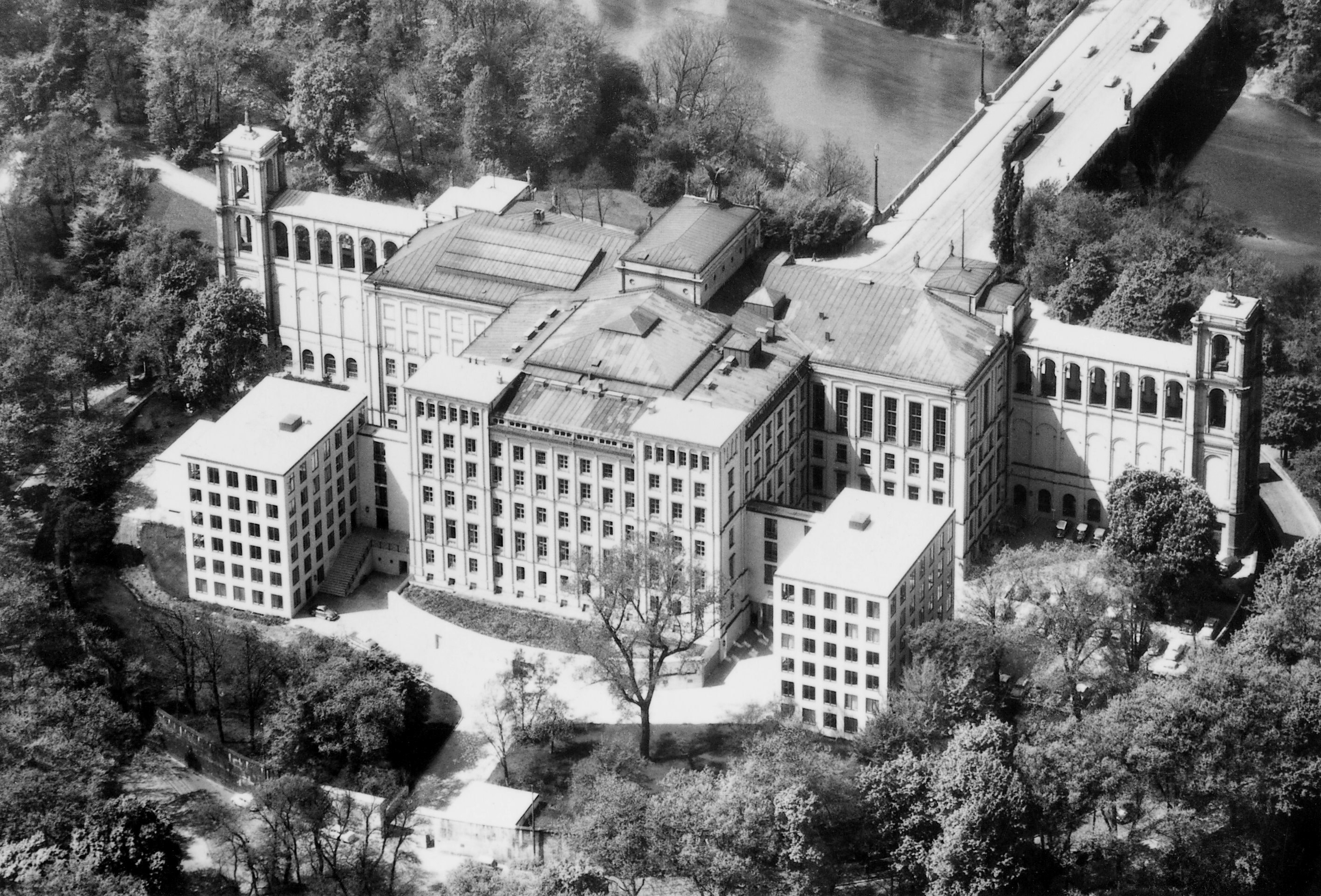
Das Maximilianeum mit den Neubauten Nord und Süd 1961 von Helmut Gebhard. Bildarchiv Bayerischer Landtag

## Werdegang
Helmut Gebhard wuchs als Sohn von Max und Maria Gebhard (geb. Pilgram) auf und studierte von 1947 bis 1953 Architektur an der TH München. 1950 wurde er als Stipendiat in die Stiftung Maximilianeum aufgenommen. 1966 promoviert er an der TH München mit der Arbeit System, Element und Struktur in Kernbereichen alter Städte. Nach der Großen Staatsprüfung nahm Gebhard von 1955 bis 1967 seine Planungstätigkeit an den Bauämtern Freising, Nürnberg, Regensburg und an der Obersten Baubehörde im Bayerischen Staatsministerium des Innern, zuletzt als Regierungsbaudirektor auf. 1962 beschloss der Bayerische Landtag die Gründung der Vierten Landesuniversität in Regensburg, die im Wintersemester 1967/68 den Vorlesungsbetrieb aufnahm. Gebhard übernahm die Planung der Universität und wurde erster Amtsvorstand des Universitätsbauamtes.
Gebhard lehrte von 1967 bis 1993 lehrte an der TH München (ab 1970: TU München) auf den neugegründeten Lehrstuhl für Entwerfen und ländliches Bauwesen. In Forschung und Lehre widmete sich Gebhard bis zu seiner Emeritierung dem Verständnis einer Gesamtgestalt von Bauten, Orten und Städten als Ganzheit im Zusammenwirken von Lebensabläufen der Gesellschaft, von Bedingungen der Umwelt, von raumbezogenem Bedürfnis und funktionaler Organisation.
1967 gründete Helmut Gebhard ein eigenes Architekturbüro in München. In verschiedenen Kooperationen entwickelte er städtebauliche Rahmenplanungen und öffentliche Gebäude. Der große kollektive Raum wurde dabei oft das konstituierende räumliche Merkmal seiner Bauten. Von 1974 bis 1984 arbeitete Gebhard mit Horst Biesterfeld, Manfred Brennecke und Thomas Richter als Gebhard & Arc zusammen und von 1984 bis 1991 mit Bernhard Landbrecht und Günter Wagmann zusammen.

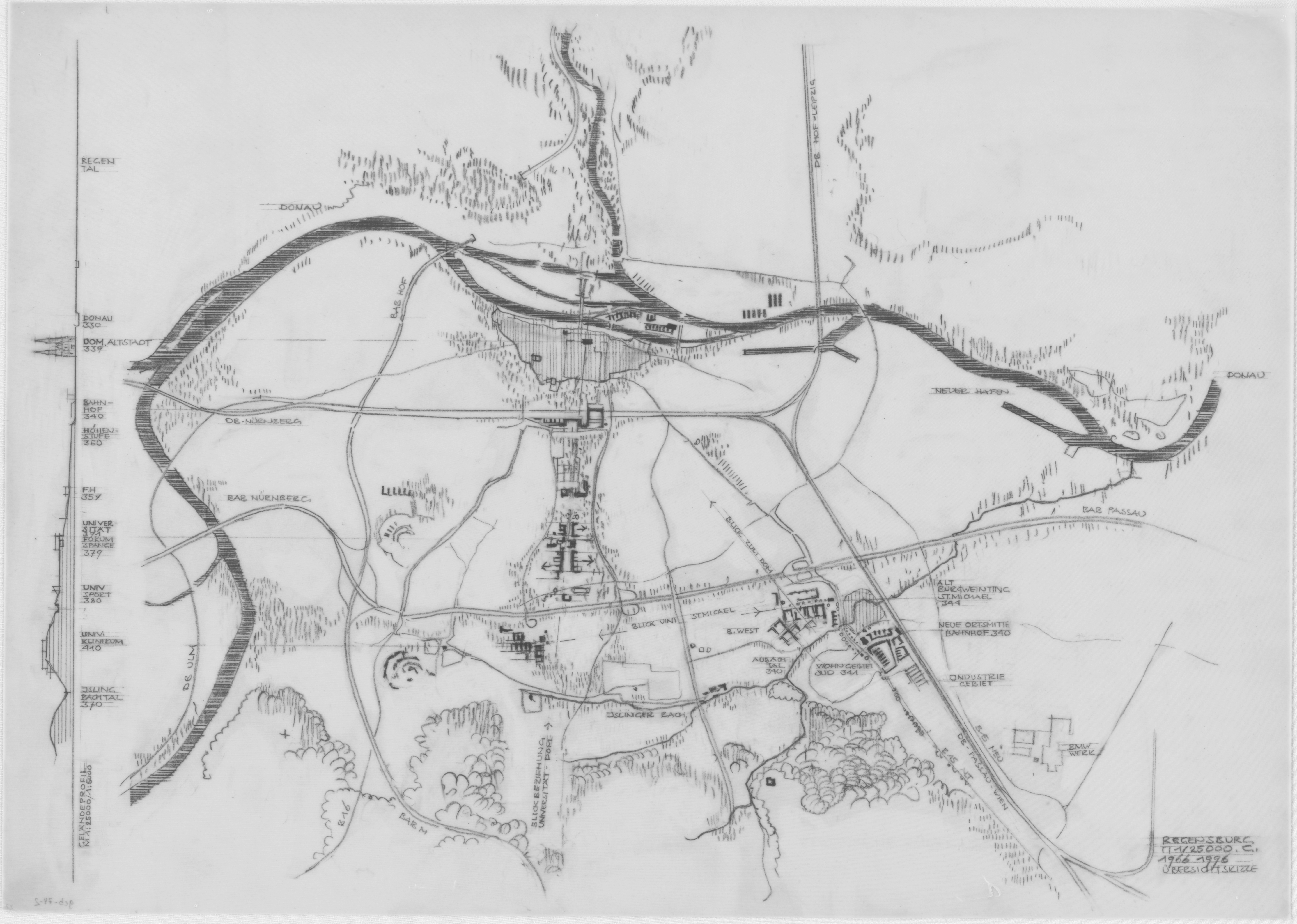
Gebhard, Helmut, Regensburg - Burgweinting (Bayern), Entwicklungsmaßnahme, 1992 - 1996, Übersichtsskizze (Lageplan); Geländeprofil. Bildarchiv des Architekturmuseums der TU München

Er war verheiratet und war Vater zweier Töchter (Andrea Gebhard und * 1959).
Er war Mitglied der Deutschen Akademie für Städtebau und Landesplanung (von 1980 bis 1986 als Vorsitzender der Landesgruppe Bayern) und Mitglied der Bayerischen Akademie der Schönen Künste (von 1995 bis 2004 als Direktor der Abteilung Bildende Kunst).

## Bauwerke

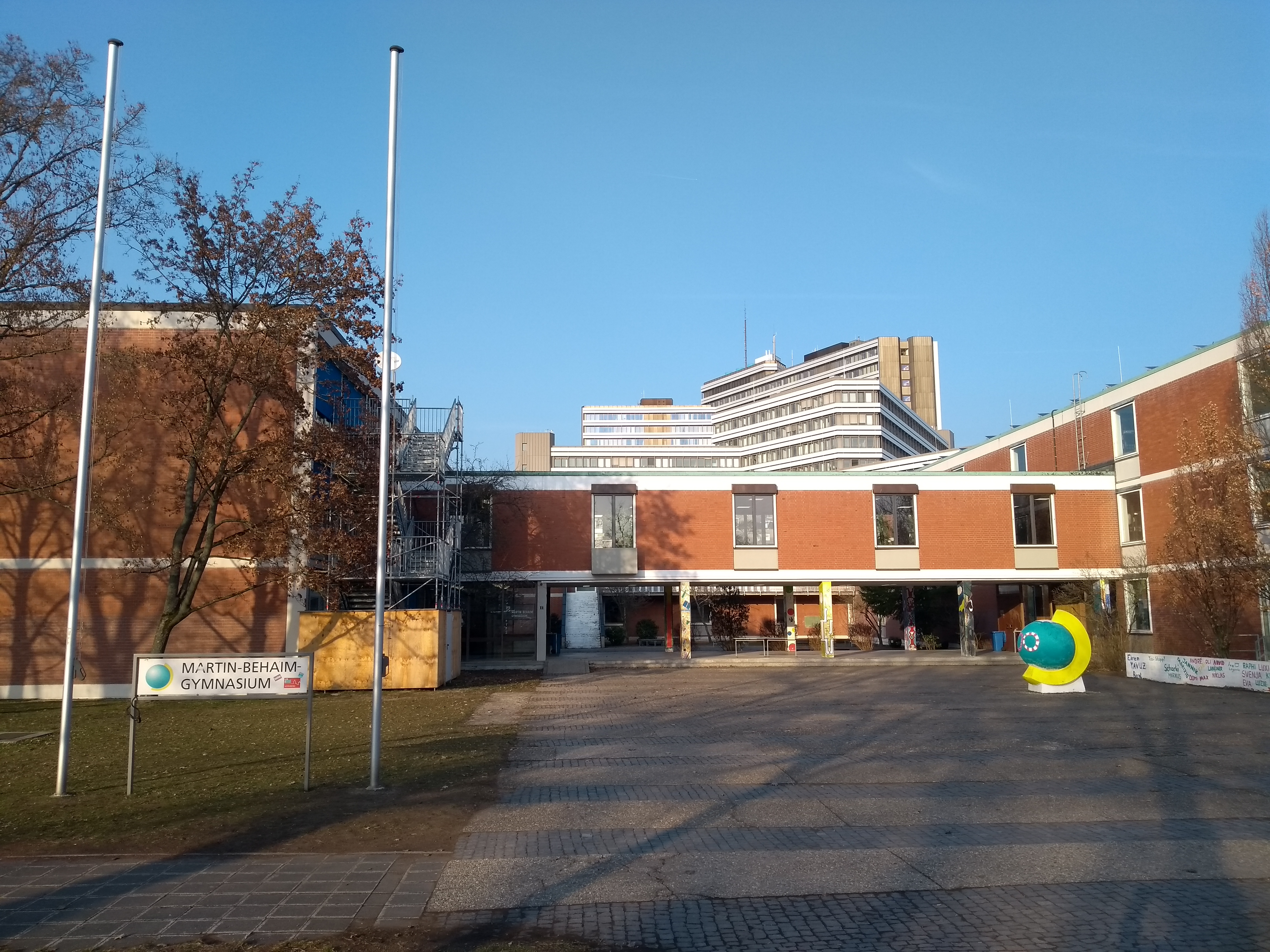
Martin-Behaim-Gymnasium, Nürnberg

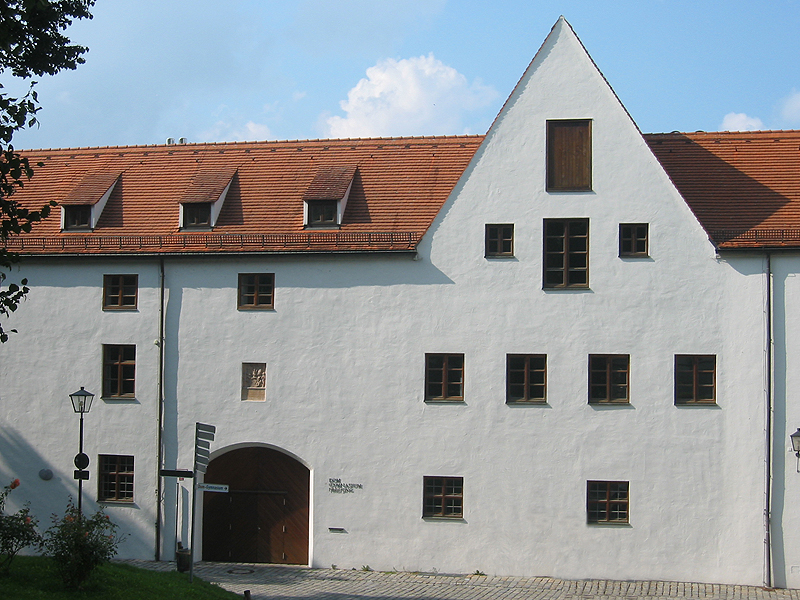
Dom-Gymnasium-Freising

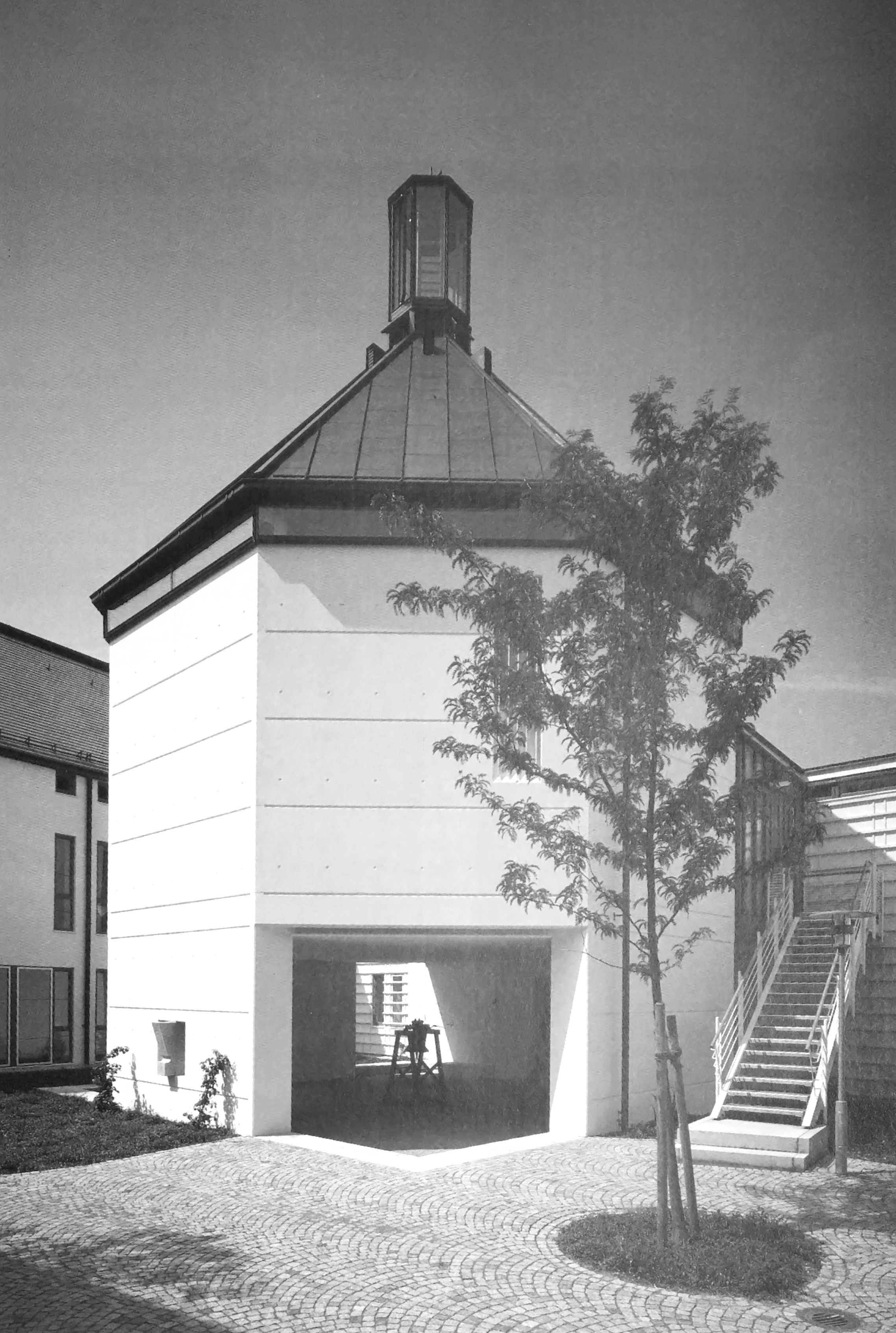
Dominikanerinnenkloster, Dießen am Ammersee

- 1957–1959: Martin-Behaim-Gymnasium, Nürnberg mit Landbauamt Nürnberg[1]
- 1958–1961: Ämtergebäude mit Clemens Weber, Nürnberg
- 1958–1959: Erweiterungsbauten Maximilianeum, Bayerischer Landtag, München mit Universitätsbauamt München
- 1966–1973: Rahmenplanung der neuen Universität Regensburg, Regensburg, mit Universitätsbauamt Regensburg
- 1970–1981: Dom-Gymnasium-Freising mit Thomas Richter
- 1976–1977: Haus K., Dinkelsbühl, mit Günter Wagmann

Gebhard & Arc:
- 1974: Entwicklungsgutachten Bad Birnbach
- 1975–1978: Hofbad, Chrysantibad, Sanatorium Chrysantihof, Bad Birnbach
- 1982–1985: Erweiterung Gymnasium Seligenthal, Landshut

Gebhard Landbrecht Wagmann:
- 1984–1993: Neugestaltung der Altstadt, Dachau
- 1985–1987: Kirche St. Christophorus, Grasbrunn
- 1987–1989: Seminar- und Internatsgebäude, Grub-Poing mit Andrea Gebhard und Dieter Herrschmann[2][3]
- 1988–1993: Dominikanerinnenkloster, Dießen am Ammersee
- 1986–1996: Umbau und Erweiterung der Mädchenrealschule, Dießen am Ammersee
- 1983–1993: Masterplan Seidlkreuz-Mitte, Eichstätt mit Gerhart Teutsch und Partner[4]
- 1991–1996: Studentenwohnheim am Seidlkreuz, Eichstätt mit Gerhart Teutsch und Partner
- 1994–1996: Wohnhof der Landesvolkshochschule, Steingaden
- 1985–1997: Masterplan Seidlkreuz-Ost, Eichstätt mit Gerhart Teutsch und Partner[5]

## Ehrungen und Preise
- 1950: Stipendiat der Stiftung Maximilianeum
- 1977: Fritz-Schumacher-Preis für Architektur und Städtebau
- 1992: Deutscher Städtebaupreis, mit Günther Grzimek und arc Architekten
- 1995: Bayerischer Verdienstorden
- 1996: Leo-von-Klenze-Medaille
- 1998: Cornelius-Gurlitt-Gedenkmünze[6]
- 1998: Friedrich Baur Preis

## Ehemalige wissenschaftliche Mitarbeiter
- Horst Biesterfeld, Manfred Brennecke, Franz Dirtheuer, Sibylle Ebe, Dietrich Fink, Heiner Förderreuther, Thomas Jocher, Matthias Reichenbach-Klinke, Bernhard Landbrecht, Dietmar Lüling, Christiane Thalgott, Günter Wagmann

(Quelle: )

## Bücher
- Lehrstuhl für Entwerfen und ländliches Bauen Technische Universität München (Hrsg.): Helmut Gebhard. Bauten und Forschung. Schmerbeck GmbH, Tiefenbach 1996
- Matthias Reichenbach-Klinke, Roswitha Marhold und Raphael Huber (Hrsg.): Helmut Gebhard. Architektur ist Umweltgestaltung. Dokumentation. Verlag der TU München / Lehrstuhl für Entwerfen und ländliches Bauwesen, München 2006